# استان ایندپندنسیا
استان ایندپندنسیا (به لاتین: Independencia Province) یک استان در جمهوری دومینیکن است.
مساحت این استان ۲٬۰۰۶٫۴۴ کیلومتر مربع و جمعیت آن در سال ۲۰۱۴ میلادی ۷۴٬۵۸۳ نفر می‌باشد.